# أوسولوتان
أوسولوتان (بالإنجليزية: Usulután) هي مدينة، تتبع إدارة أوسولوتان، بلغ عدد سكانها 73٬064 نسمة، تبلغ مساحتها 139٫75 كيلومتر مربع.

## أعلام
- أنطونيو سقا
- رودولفو زيلايا
- فيكتور غارسيا
- سلفادور موراليس
- أوسايل روميرو